# Thomson-East Coast Line

Tracé van de Thomson-East Coast Line

De Thomson-East Coast Line is een geplande metrolijn in aanleg in Singapore en onderdeel van het Mass Rapid Transit-netwerk. Het wordt de zesde metrolijn van de stadstaat en zal volledig geautomatiseerd zonder bestuurders uitgebaat worden. De lijn loopt volledig ondergronds over het hele traject centraal over het hoofdeiland van noord naar de Central Region in het zuiden en volgt vandaar de kuststrook naar het oosten van het eiland.
De plannen voor de lijn werden in 2014 aangekondigd. Met de lijn worden twee voormalige openbaar transportprojecten gecombineerd. De Thomson Line (TSL) betrof de transversale lijn van noord naar zuid, de Eastern Region Line (ERL) ging de zuidoostelijke kuststrook bedienen. De uitbouw van de lijn is opgedeeld in vijf fases. De werken aan alle vijf fases zijn aangevat. De eerste fase werd geopend op 31 januari 2020. De vijfde en laatste fase zou in 2025 moeten openen. Alleen al het gedeelte van de voormalige Thomson Line is gebudgetteerd voor 18 miljard Singaporese dollar. De lijn wordt 43 km lang en zal 31 metrostations tellen waarvan zeven stations gedeeld zullen worden met andere metrolijnen en overstapmogelijkheden zullen bieden.

## Stations
| Station nummer            | Naam                     | Overstapmogelijkheid                                       |
| Fase 1 - 31 januari 2020  | Fase 1 - 31 januari 2020 | Fase 1 - 31 januari 2020                                   |
| ------------------------- | ------------------------ | ---------------------------------------------------------- |
| TE1                       | Woodlands North          |                                                            |
| TE2 / NS9                 | Woodlands                | Overstapmogelijkheid met North South Line                  |
| TE3                       | Woodlands South          |                                                            |
| Fase 2 - 28 augustus 2021 |                          |                                                            |
| TE4                       | Springleaf               |                                                            |
| TE5                       | Lentor                   |                                                            |
| TE6                       | Mayflower                |                                                            |
| TE7                       | Bright Hill              |                                                            |
| TE8                       | Upper Thomson            |                                                            |
| TE9 / CC17                | Caldecott                | Overstapmogelijkheid met Circle Line                       |
| Fase 3 - 13 november 2022 |                          |                                                            |
| TE10                      | Mount Pleasant           |                                                            |
| TE11 / DT10               | Stevens                  | Overstapmogelijkheid met Downtown Line                     |
| TE12                      | Napier                   |                                                            |
| TE13                      | Orchard Boulevard        |                                                            |
| TE14 / NS22               | Orchard                  | Overstapmogelijkheid met North South Line                  |
| TE15                      | Great World              |                                                            |
| TE16                      | Havelock                 |                                                            |
| TE17 / EW16 / NE3         | Outram Park              | Overstapmogelijkheid met East West Line en North East Line |
| TE18                      | Maxwell                  |                                                            |
| TE19                      | Shenton Way              |                                                            |
| TE20 / NS27 / CE2         | Marina Bay               | Overstapmogelijkheid met North South Line en Circle Line   |
| TE21                      | Marina South             |                                                            |
| TE22                      | Gardens by the Bay       |                                                            |
| Fase 4 - gepland 2024     |                          |                                                            |
| TE23                      | Tanjong Thu              |                                                            |
| TE24                      | Katong Park              |                                                            |
| TE25                      | Tanjong Katong           |                                                            |
| TE26                      | Marine Parade            |                                                            |
| TE27                      | Marine Terrace           |                                                            |
| TE28                      | Siglap                   |                                                            |
| TE29                      | Bayshore                 |                                                            |
| Fase 5 - gepland 2025     |                          |                                                            |
| TE30                      | Bedok South              |                                                            |
| TE31 / DT37               | Sungei Bedok             | Overstapmogelijkheid met Downtown Line extension           |